# Jean-Baptiste Joseph Delambre
Jean-Baptiste Joseph Delambre (født 19. september 1749 i Amiens, død 19. august 1822 i Paris) var en fransk matematiker og astronom. Han var også direktør for Pariserobservatoriet og forfatter til flere bøger om astronomiens historie fra oldtiden til det 18. århundrede.
I forbindelse med Académie des sciences' arbejde med at bestemme entydige måleenheder var der brug for at foretage opmålinger med henblik på at afgøre afstanden mellem Nordpolen og Ækvator. En af disse opmålingsopgaver blev i 1791 givet til Jean-Dominique de Cassini, men da Ludvig 16. blev arresteret i forbindelse med den franske revolution, ønskede den kongetro Cassini ikke at arbejde for den nye regering. I stedet blev Delambre, der kort forinden var blevet valgt som medlem af akademiet, udpeget til opgaven, og han forestod opmålingen mellem Dunkirk og Rodez, hvilket tog flere år. 
Efter at Napoleon Bonaparte i 1801 overtog formandskabet i akademiet, blev Delambre udnævnt til permanent sekretær for matematiske studier i akademiet, en post han holdt til sin død. I 1804 overtog han posten som direktør for Paris' observatorium. Han blev professor i astronomi ved Collège de France, og han var en af de første astronomer, der anvendte analytiske formler til behandling af astronomiske problemer.
Han blev udnævnt til ridder af Æreslegionen og af Saint-Michel-ordenen. Månekrateret Delambre er opkaldt efter ham.